# Mistrovství Československa v atletice 1980
Mistrovství Československa mužů a žen v atletice 1980 v kategoriích mužů a žen se konalo v sobotu 12. července a v neděli 13. července v Praze na stadionu Evžena Rošického a bylo poslední možností ke splnění kvalifikačních limitů na Letní olympijské hry 1980 v Moskvě. 
Účastníci mistrovství Imrich Bugár a Jarmila Kratochvílová zanedlouho po mistrovství získali medaile na olympiádě v Moskvě. Další atleti – Jozef Plachý, Jarmila Nygrýnová, Jaromír Vlk a štafeta ve složení Karel Kolář, Josef Lomický, Dušan Malovec, František Břečka – se na olympiádě probojovali do finále.

## Překonané rekordy
Na mistrovství byly překonány dva československé rekordy. 
- Rekord překonala Dana Wildová v běhu na 400 m překážek časem 58,04 s.
- Rekord překonal také Jindřich Vondra ve skoku do výšky výkonem 224 cm.
- Petr Habel výkonem 530 cm vyrovnal československý rekord ve skoku o tyči.[1]

## Medailisté

### Muži
| Soutěž        | Zlato                                                                    | Stříbro                                                                           | Bronz                                                                            |
| 100 m         | Roman Lacko 10,69                                                        | Zdeněk Mazur 10,78                                                                | Miroslav Dongres 10,82                                                           |
| 200 m         | Karel Kolář 21,20                                                        | Miroslav Dongres 21,32                                                            | Ján Tomko 21,53                                                                  |
| 400 m         | Karel Kolář 46,54                                                        | Dušan Malovec 46,91                                                               | Josef Lomický 47,03                                                              |
| 800 m         | Jiří Dlouhý 1:49,8                                                       | Ján Bičian 1:50,3                                                                 | Jaroslav Eichler 1:51,1                                                          |
| 1500 m        | Jozef Plachý 3:41,0                                                      | Arpád Bari 3:48,5                                                                 | Václav Pátek 3:49,4                                                              |
| 5000 m        | Lubomír Tesáček 13:59,5                                                  | Jozef Lenčéš 13:59,8                                                              | Martin Vrábeľ 13:59,8                                                            |
| 10 000 m      | Jiří Sýkora 28:19,1                                                      | Martin Vrábeľ 29:22,8                                                             | Stanislav Tábor 29:23,4                                                          |
| 110 m př.     | Július Ivan 13,88                                                        | Jan Těšitel 14,51                                                                 | Miloslav Tauber 14,66                                                            |
| 400 m př.     | Ladislav Kárský 51,17                                                    | Dušan Žiška 51,87                                                                 | Martin Čadek 51,88                                                               |
| 3000 m př.    | Dušan Moravčík 8:32,4                                                    | Milan Behúň 8:44,4                                                                | Milan Slovák 8:44,6                                                              |
| 4 × 100 m     | Milan Wardas Zdeněk Mazur Adolf Forman Josef Lomický Dukla Praha 40.53   | Luboš Chochlík Jan Těšitel Ján Tomko Július Ivan Dukla Banská Bystrica 41.65      | Tomáš Beneš Libor Šebesta Antonín Pařízek Jaroslav Křivka Sparta Praha 41.82     |
| 4 × 400 m     | Jiří Kottas Ivan Čížek Libor Šebesta Ladislav Kárský Sparta Praha 3:18.3 | Ladislav Kryl Josef Panoch Antonín Pařízek Stanislav Staněk Sparta Praha B 3:26.1 | Petr Potměšil Antonín Vávra Michal Majchrák Radek Vybíral Slavia Kroměříž 3:28.7 |
| Skok do výšky | Jindřich Vondra 224 cm                                                   | Ctirad Veselský 218 cm                                                            | Josef Hrabal 215 cm                                                              |
| Skok o tyči   | Petr Habel 530 cm                                                        | Jiří Lesák 520 cm                                                                 | Roman Zrun 510 cm                                                                |
| Skok daleký   | Jan Leitner 763 cm                                                       | Jaroslav Křivka 747 cm                                                            | Jaroslav Paštika 732 cm                                                          |
| Trojskok      | Vlastimil Mařinec 16,35 m                                                | Karel Hradil 16,26 m                                                              | Vladimír Hanák 15,47 m                                                           |
| Vrh koulí     | Jaromír Vlk 20,24 m                                                      | Jaroslav Brabec 19,68 m                                                           | Dalibor Vašíček 18,82 m                                                          |
| Hod diskem    | Imrich Bugár 62,44 m                                                     | Antonín Wybraniec 58,74 m                                                         | Oto Ozorák 58,52 m                                                               |
| Hod kladivem  | Jiří Chamrád 69,56 m                                                     | Radomil Skoumal 68,70 m                                                           | Zdeněk Bednář 66,32 m                                                            |
| Hod oštěpem   | Zdeněk Adamec 78,28 m                                                    | Tomáš Babiak 78,20 m                                                              | Jozef Hanušovský 76,34 m                                                         |
| 20 km chůze   | Štefan Petrík 1:26:59,8                                                  | Ľuboš Mackanič 1:28:06,0                                                          | Jozef Zimka 1:31:02,8                                                            |
| Desetiboj     | Jiří Knejp 7504 bodů                                                     | Martin Machura 7430 bodů                                                          | Petr Šářec 7097 bodů                                                             |

### Ženy
| Soutěž        | Zlato                                                                              | Stříbro                                                                               | Bronz                                                                                               |
| 100 m         | Jarmila Kratochvílová 11,49                                                        | Štěpánka Sokolová 11,85                                                               | Daniela Drinková 11,88                                                                              |
| 200 m         | Jarmila Kratochvílová 22,92                                                        | Radislava Šoborová 24,21                                                              | Štěpánka Sokolová 24,33                                                                             |
| 400 m         | Zuzana Moravčíková 53,72                                                           | Věra Tylová 53,93                                                                     | Olga Kmochová 54,67                                                                                 |
| 800 m         | Dagmar Kubálková 2:07,9                                                            | Eva Ráková 2:07,9                                                                     | Jindřiška Červená 2:08,7                                                                            |
| 1500 m        | Ludmila Češková 4:26,3                                                             | Ľudmila Melicherová 4:27,8                                                            | Drahomíra Zvoníčková 4:27,8                                                                         |
| 3000 m        | Božena Vykydalová 9:25,5                                                           | Jana Červenková 9:29,6                                                                | Ivana Kleinová 9:33,2                                                                               |
| 100 m př.     | Jitka Kučerová 13,91                                                               | Jiřina Procházková 14,04                                                              | Milena Tebichová 14,12                                                                              |
| 400 m př.     | Dana Wildová 58,04                                                                 | Hana Slámová 60,35                                                                    | Sylva Prokopová 60,79                                                                               |
| 4 × 100 m     | Milena Tebichová Štěpánka Sokolová Hana Kovandová Jarmila Nygrýnová RH Praha 46.36 | Hana Mašterová Kateřina Křepelková Helena Syrůčková Radislava Šoborová VŠ Praha 46.63 | Ludmila Jimramovská Jitka Kučerová Jana Wegscheiderová Iva Dembická Zbrojovka Brno 46.99            |
| 4 × 400 m     | Hana Slámová Marie Loudová Helena Müllerová Dana Wildová LIAZ Jablonec n/N 3:46.8  | Miriam Valentová Jitka Keszelá Jindřiška Červená Zuzana Moravčíková VŠ Praha 3:48.9   | Růžena Michalová Hana Kovandová Drahomíra Zvoníčková Jozefína Ozoráková-Čerchlanová RH Praha 3:49.1 |
| Skok do výšky | Věra Skotnická 180 cm                                                              | Eliška Stránská 175 cm                                                                | Jana Brenkusová 175 cm                                                                              |
| Skok daleký   | Jarmila Nygrýnová 654 cm                                                           | Hana Tasová 638 cm                                                                    | Ludmila Jimramovská 623 cm                                                                          |
| Vrh koulí     | Zdeňka Bartoňová 19,31 m                                                           | Alena Vitoulová 14,95 m                                                               | Soňa Vašíčková 14,84 m                                                                              |
| Hod diskem    | Jitka Prouzová 60,34 m                                                             | Zdeňka Bartoňová 58,28 m                                                              | Gabriela Hanuláková 50,44 m                                                                         |
| Hod oštěpem   | Elena Burgárová 55,26 m                                                            | Vlasta Vlasáková 53,86 m                                                              | Radka Pelikánová 49,54 m                                                                            |
| Pětiboj       | Marcela Koblasová 4347 bodů                                                        | Vanda Nováková 4019 bodů                                                              | Helena Otáhalová 3944 bodů                                                                          |